# Lijst van internationale voetbaltoernooien
Hieronder een overzicht van de grote en bijzondere internationale voetbaltoernooien, georganiseerd door de overkoepelende bonden. Het toernooi kan bestaan uit een competitie (iedereen tegen iedereen), knock-out (de verliezer valt af), of zelfs een enkele wedstrijd (meer een erewedstrijd).
Eerste indeling is naar gebied: wereldwijd of per continentaal gebied.
Verder is er onderscheid te maken naar teamsoort: Nationale teams (landenteams) of clubteams.

## Wereldwijd
Organisatie: Wereldvoetbalbond (FIFA)
Landenteams:
- Wereldkampioenschap voetbal

Na de Olympische Spelen het grootste sportevenement ter wereld, in betrokkenen, kijkers, en belang. Vierjaarlijks, het eerstvolgende is WK 2026 in Canada, Verenigde Staten en Mexico. Voorronde met de 200 landen van de FIFA. De beker heet "Wereldbeker" (Engels: 'World Cup')
- Confederations Cup

Een toernooi tussen de kampioenen van de verschillende bonden die onder de FIFA vallen. Het wordt om de vier jaar gehouden.
- Wereldkampioenschap voetbal onder 20

Het belangrijkste jeugdvoetbaltoernooi ter wereld. Hier kunnen de voetballers van morgen vandaag hun kunnen vertonen. Scouts van over de hele wereld bekijken deze toernooien met grote belangstelling, om de nieuwe Maradona of Van Basten te scouten. Het toernooi wordt om de twee jaar gehouden en het eerstvolgende toernooi is 2019, Zuid-Korea.
- Voetbaltoernooi van de Olympische Spelen

Ook de Spelen kennen een voetbaltoernooi. Omdat de FIFA haar grote toernooi wil beschermen geldt voor de Spelen een leeftijdsgrens van 23 jaar. Daardoor is dit toernooi beperkt in belang en grootte. Volgende toernooi: Tokio 2020. Prijs: de gouden medaille.
Clubteams:
- Wereldbeker (voor clubteams)

De winnaars van de Europese Champions League en de Zuid-Amerikaanse Copa Libertadores speelden tegen elkaar voor deze wereldbeker tot 2004. Deze ene wedstrijd werd gespeeld in Tokio, gewoonlijk in november. Prijs: Wereldbeker.
- Wereldkampioenschap voetbal voor clubs

Vervanger van de Intercontinetal Cup die werd gehouden tot 2004. Aan dit toernooi doen de kampioenen van de zes continentale voetbalbonden mee (Afrika, Azië, Oceanië, Noord- en Midden-Amerika, Zuid-Amerika, en Europa). De kampioenen van Europa en Zuid-Amerika stromen pas in de halve finales in. Prijs: Wereldbeker.

## Afrika
Organisatie: Confédération Africaine de Football
Landenteams:
- African Cup of Nations
- African Championship of Nations
- CAF Vrouwen Kampioenschap

Clubteams:
- CAF Champions League
- CAF Confederation Cup

## Europa
Organisatie: Europese voetbalbond (UEFA).
Landenteams:
- Europees kampioenschap voetbal mannen

Vierjaarlijks toernooi. Alle ruim vijftig leden (landen) van de Europese UEFA spelen in de grote kwalificatieronde. Eindtoernooi met 16 landen. Vorig toernooi:EK 2024, Duitsland
- UEFA Nations League

om de twee jaar wordt gespeeld tussen de 55 lidstaten van de UEFA met als doel een aantal vriendschappelijke interlands te vervangen. Teams kunnen zich langs deze weg ook kwalificeren voor het Europees kampioenschap.
Clubteams:
- Champions League

Toernooi voor de beste clubs uit de beste voetballanden. Landen die langere tijd goed presteren, mogen tot vier teams inschrijven. Anders dan de titel zegt, kunnen dus ook niet-kampioenen deelnemen. Veruit de belangrijkste, want de moeilijkste, prijs voor een club en een speler. Winnaar speelt ook toernooi om de Wereldbeker voor clubteams. Prijs: de Beker met de grote oren, de 'Europacup'.
- Europa League

Toernooi voor de teams van de tweede orde, na de Champions League-deelnemers. Ook de nationale bekerwinnaars (KNVB beker, Beker van België) doen hieraan mee, alsmede een gedeelte van de ploegen die in de Champions League zijn uitgeschakeld. Prijs: de Europa League Beker.
Conference League
Dit is een soort Europa League maar dan wat minder goed en is net als de Europa League een opvanger van de hogere League
- Europese Supercup

Enkele wedstrijd tussen de winnaars van de Champions League en van UEFA Cup.
Wordt gespeeld in augustus in Stade Louis II, Monaco.
- Clericus Cup

Niet meer bestaande toernooien:
- Europacup I voor Landskampioenen

In 1992 overgegaan in de Champions League.
- Europacup II voor winnaars van de nationale beker (zoals de Beker van België, KNVB beker).

In 2000 opgegaan in de UEFA Cup.
- Jaarbeursstedenbeker, Europacup III

In 1971 voortgezet in de UEFA Cup.
- UEFA Cup

In 2009 voortgezet in de Europa League
- UEFA Intertoto Cup

In 2009 opgegaan in de Europa League
- Mitropacup

Bekercompetitie tussen de beste clubs van de landen van Midden-Europa

## Zuid-Amerika
Organisatie: CONfederación SudaMEricana de FútBOL (Conmebol)
Landenteams:
- Copa América

Clubteams:
- Copa Libertadores

Komt sterk overeen met de Europese Champions League
- Copa Sudamericana

Komt sterk overeen met de Europese Europa League
- Recopa Sudamericana

Komt sterk overeen met de Europese Europese Supercup
Niet meer bestaande toernooien:
- Supercopa Sudamericana
- Copa Master de Supercopa
- Copa CONMEBOL

In 2002 voortgezet in de Copa Sudamericana
- Copa Merconorte en Copa Mercosur

In 2002 voortgezet in de Copa Sudamericana

## Azië
Aziatische voetbalbond
Landenteams:
- Azië Cup
- AFC Vrouwen Kampioenschap

Clubteams:
- AFC Champions League
- A3 Champions Cup
- Toyota Cup

## Noord-Amerika
Organisatie: CONCACAF
Landenteams:
- CONCACAF Gold Cup, tweejaarlijks toernooi voor landenteams.
  - UNCAF Nations Cup voor Centraal-Amerika; winnaar kwalificeert zich voor Gold Cup.
  - Caribbean Cup (Copa Cariben) voor de Cariben; winnaar kwalificeert zich voor Gold Cup.
- CONCACAF Gold Cup voor vrouwen, landentoernooi voor vrouwen vanaf 2000; van 1991-1998 het CONCACAF kampioenschap.
- ABCS-toernooi - Voor de vertegenwoordigende elftallen van Aruba, Bonaire, Curaçao en Suriname.

Voormalige toernooien voor landenteams:
- CONCACAF kampioenschap (1963-1971)
- NAFC kampioenschap (1947,1949 / 1990,1991)
- CCCF kampioenschap (1941-1961)

Clubteams:
- CONCACAF Champions League voor clubteams; overeenkomstig de UEFA Champions League.
  - CFU Club Championship voor de Cariben; 3 clubteams kwalificeert zich voor Champions League. Eerder winnaar kwalificeert zich voor Champions Cup.
- North American SuperLiga voor Noord-Amerika.

Voormalige toernooien voor clubteams:
- CONCACAF Cup Winners Cup / CONCACAF Giants Cup voor bekerwinnaars; overeenkomstig de Europacup II
- CONCACAF Champions Cup voor clubteams; overeenkomstig de UEFA Champions League.
  - Copa Interclubes UNCAF voor Centraal-Amerika; 3 clubteams kwalificeert zich voor Champions Cup.

## Oceanië
Organisatie: Voetbalbond van Oceanië (OFC)
Voor landenteams:
- OFC Nations Cup
- OFC Vrouwen Kampioenschap
- Wantok Cup

Voor clubteams:
- OFC Champions League

Voormalig toernooi voor clubteams:
- OFC Club Championship

## Overige toernooien
Landenteams:
- Coupe de l'Outre-Mer

Clubteams:
- Copa Panamericana
- Afro-Azië Cup
- AFC/OFC Cup Challenge